# فيليب ليفيل
فيليب ليفيل (بالإنجليزية: Philip Ifil)‏، من مواليد 18 نوفمبر 1986 في لندن في إنجلترا، لاعب كرة قدم إنجليزي.
بدأ مسيرته الكروية مع نادي توتنهام هوتسبر في عام 2004، وهو يلعب معهم حتى الآن، وفي عام 2005 أعير إلى نادي ميلوال، وشارك معهم في 13 مباراة، وفي عام 2006 أعير مرة أخرى إلى نادي ميلوال، وشارك معهم في 3 مباريات.

## روابط خارجية
- فيليب ليفيل على موقع قاعدة بيانات كرة القدم.إي يو (الإنجليزية)
- فيليب ليفيل على موقع Soccerbase.com (لاعب) (الإنجليزية)
- فيليب ليفيل على موقع Soccerway.com (الإنجليزية)
- فيليب ليفيل على موقع عالم كرة القدم.نت (الإنجليزية)
- فيليب ليفيل على موقع كووورة